# Haplogrupo M (ADN-Y)
En genética humana, el haplogrupo M (P256) es un haplogrupo del ADN del cromosoma Y humano derivado del haplogrupo MS y está ampliamente difundido en Melanesia, en especial en Nueva Guinea Occidental, encontrándose pequeñas frecuencias en Micronesia, Polinesia y al este de Indonesia.

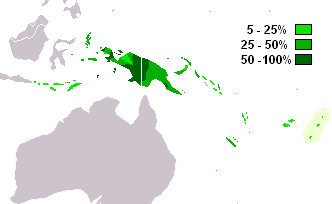
Zona de distribución del haplogrupo M del ADN-Y.

Tiene una antigüedad entre 32.000 y 47.000 años y un probable origen en Papúa.

## Distribución
Según Kayser et al.2003, el haplogrupo M tiene la frecuencia más elevada en Papúa Occidental, con un 77,5% en la zona costera, frente a un 74,5% en la zona montañosa. También encuentra frecuencias importantes en Papúa Nueva Guinea con 33%, Nueva Bretaña 31%, Islas Trobriand 30% y las Molucas 21%.
Según otros autores encontramos frecuencias importantes en Vanuatu 30%, Nueva Irlanda 29%, Fiyi 15% e islas Salomón 9%. Menores frecuencias se encuentran en Micronesia con 6% (Karafet et al 2005), Polinesia 3%, destacando Tonga con 8% (Capelli et al 2001), y al este de Indonesia 6,5% en las Islas menores de la Sonda.

## Subgrupos
El haplogrupo M (P256), según ISOGG-2009, presenta los subclados siguientes:

### M*
El paragrupo M-P256* se encontró en Flores con 2.5% y en Nueva Guinea 6%.

### M1
M1 (M4, M5/P73, M106, M186, M189, M296, P35) bien extendido en Melanesia y en parte de Polinesia.
- M1*
- M1a (P34) encontrado en Nueva Guinea y este de Indonesia[8] (Molucas e islas menores de la Sonda).
  - M1a*
  - M1a1 (P51)
  - M1a2 (P64)
- M1b (P87)
  - M1b* en Papúa Nueva Guinea. En Nueva Irlanda 18%, Nueva Hanover 12%, Nueva Bretaña 5% con 25% al Este, poco en Bougainville y Norte de PNG.[1]
  - M1b1 (M104/P22) común en el archipiélago Bismarck y en la isla Bougainville[1] Se encuentra también en Nueva Guinea, Fiyi, Tonga, Futuna Este y Samoa.
    - M1b1*
    - M1b1a (M16) Encontrado en Bouganville del sur.
    - M1b1b (M83)

### M2
M2 (M353, M387) tiene poca frecuencia en Melanesia, encontrándose en las islas Salomón, Fiyi y Vanuatu.
- M2*
- M2a (M177/SRY9138)

### M3
M3 (P117, P118), antes K7, se presenta en Melanesia y Polinesia: frecuente en Nueva Bretaña y presente en Bougainville, Fiyi y Futuna. También en Maewo (Vanuatu) y Samoa Americana.
| Haplogrupos del cromosoma Y humano |                  |   |   |    |    |    |    |    |   |   |     |     |     |     |    |    |    |    |     |     |     |    |    |   |
|                                    | Adán cromosómico |   |   |    |    |    |    |    |   |   |     |     |     |     |    |    |    |    |     |     |     |    |    |   |
|                                    | A                |   |   |    |    |    |    |    |   |   |     |     |     |     |    |    |    |    |     |     |     |    |    |   |
|                                    |                  |   |   | BT |    |    |    |    |   |   |     |     |     |     |    |    |    |    |     |     |     |    |    |   |
|                                    |                  | B | B | B  | CT | CT |    |    |   |   |     |     |     |     |    |    |    |    |     |     |     |    |    |   |
|                                    |                  |   |   | DE | DE | CF | CF | CF |   |   |     |     |     |     |    |    |    |    |     |     |     |    |    |   |
|                                    |                  |   | D | E  |    | C  | C  | F  | F | F |     |     |     |     |    |    |    |    |     |     |     |    |    |   |
|                                    |                  |   |   |    | C1 | C2 |    | G  | H | H | IJK | IJK | IJK | IJK |    |    |    |    |     |     |     |    |    |   |
|                                    |                  |   |   |    |    |    |    |    |   |   | IJ  | K   | K   | K   | K  | K  | K  |    |     |     |     |    |    |   |
|                                    |                  |   |   |    |    |    |    |    |   | I | J   |     |     | LT  | K2 | K2 | K2 | K2 | K2  | K2  |     |    |    |   |
|                                    |                  |   |   |    |    |    |    |    |   |   |     |     | L   | T   |    | MS | MS | MS | MS  | P   | P   | P  | NO |   |
|                                    |                  |   |   |    |    |    |    |    |   |   |     |     |     |     |    | M  | S  |    | Q   | R   | R   |    | N  | O |
|                                    |                  |   |   |    |    |    |    |    |   |   |     |     |     |     |    |    |    |    |     | R1  | R1  | R2 |    |   |
|                                    |                  |   |   |    |    |    |    |    |   |   |     |     |     |     |    |    |    |    | R1a | R1a | R1b |    |    |   |
|                                    |                  |   |   |    |    |    |    |    |   |   |     |     |     |     |    |    |    |    |     |     |     |    |    |   |